# Riedel-Scherfläche
Riedel-Scherflächen sind untergeordnete Scherbrüche. Sie bilden Ebenen, die während eines Schervorgangs unter einfacher Scherung im Gestein entstehen. Sie treten in miteinander vernetzten Scherflächen auf und entwickeln sich in den Anfangsstadien der Bruchbildung im spröden Bereich. Oberflächlich ähneln diese sekundären Scherstrukturen Scherbändern, welche sich aber im duktilen Bereich herausbilden und eine etwas abweichende geometrische Anordnung besitzen. 
Riedel-Scherflächen sind in einem Muster angeordnet, das sich aus recht kurzen, gestaffelten Verwerfungen zusammensetzt, welche sich zu einer durchgehenden prinzipiellen Scherzone (Englisch Principal Shear Zone oder PSZ) zusammenschließen. Die typischen Muster konnten in zahlreichen Experimenten nachgestellt werden – in Tonkuchensimulationen, in direkten Scherexperimenten, in triaxialen Experimenten, aber auch in Computersimulationen.

## Etymologie
Riedel-Scherflächen, engl. Riedel shears oder kurz Riedels, sind nicht mit Riedeln zu verwechseln – ein geomorphologischer Begriff für schmale, langgestreckte, flache Geländerücken, die gestaffelt angeordnet sein können. Die Scherflächen wurden vielmehr nach W. Riedel benannt, der sie im Jahr 1929 beschrieb.

## Geschichte
Riedel-Scherflächen wurden erstmals im Jahr 1928 von Hans Cloos in Tonkuchen-Verformungsexperimenten beobachtet und von ihm als grundlegende Strukturen innerhalb von Scherzonen erkannt. W. Riedel setzte im darauffolgenden Jahr die Arbeiten von Cloos fort. Nach ihm wurden die Strukturen schließlich benannt.
Die englische Bezeichnung Riedel shears wurde erstmals im Jahr 1963 von Edwin Sherbon Hills verwendet.

## Allgemeines
Werden Böden und Gesteine direkter Scherung unterworfen, so entstehen in ihnen enge Scherzonen, in denen sich der Hauptanteil der Verformungen konzentriert. Der Grad der Verformung und die Dimension des betroffenen Materials bestimmen die jeweilige Größenordnung der Scherzonen, die von mikroskopischen Deformationsbändern in Kristallaggregaten über den Dünnschliffmaßstab und den Geländeaufschluss hinweg bis zu hunderte von Kilometern durchziehende tektonische Verwerfungen reichen kann. 
Generell setzen sich Scherzonen einer bestimmten Dimension aus einem System kleinerer untergeordneter Scherflächen zusammen, deren Muster die jeweilige Scherzonenstruktur festlegen. Die Ähnlichkeiten, um nicht zu sagen Selbstähnlichkeiten von Scherzonen unterschiedlicher Dimensionen (Skaleninvarianz) sind seit langem in der Tektonik bekannt und finden bei tektonischen Experimenten bzw. Modellierungen (wie beispielsweise in der Scherbox oder beim Riedel-Experiment) Verwendung. Sie werden durch einen einheitlichen (skaleninvarianten) Deformationsmechanismus erklärt.

## Riedel-Experiment
In ihren Untersuchungen bedienten sich Hans Cloos und W. Riedel des Riedel-Eperiments. Ein plastisches Material, meist feuchter Ton, wird auf zwei nebeneinanderliegenden, gleichdimensionierten Holzplatten aufgetragen. Die beiden Platten werden dann langsam gegeneinander verschoben. Dies soll eine sich bewegende Scherzone im Grundgebirge simulieren, die Tonschicht hingegen die aufliegende Sedimentlast. Genau über den sich verschiebenden Platten entsteht im Ton durch die induzierte Scherspannung eine vertikale, tabulare Riedel-Scherzone mit ihren charakteristischen Scherflächen, die Cloos und Riedel erstmals beobachtet hatten. Ernst Cloos benutzte später für seine Experimente Metallplatten aus Zinn. Dieses recht einfache Tonkuchenexperiment wurde von Tschalenko (1970) und von Wilcox und Kollegen (1973) weiterentwickelt. Die Autoren konnten nachweisen, dass Riedel-Scherzonen sich als eine Abfolge miteinander verbundener Bewegungsflächen entwickeln. Vollständig entwickelte Riedel-Scherzonen können aus bis zu fünf unterschiedlichen Strukturelementen zusammengesetzt sein.

## Typologie der Riedel-Scherflächen

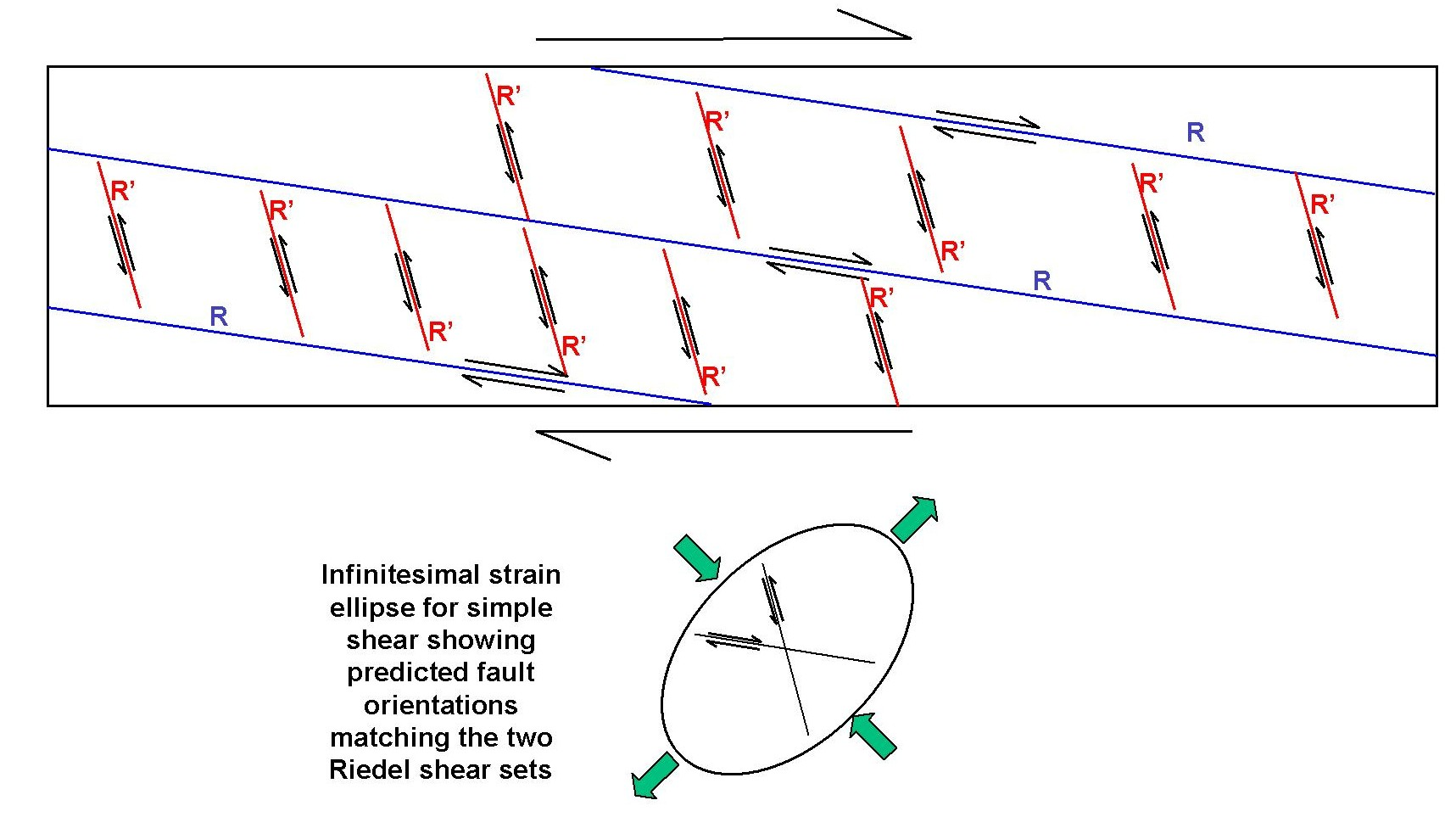
Entwicklung von Riedel-Scherflächen in einer rechtshändigen Scherzone und ihre tektonische Interpretation

Die Riedel-Scherflächen des Typus R (auch primäre synthetische Riedel-Scherflächen) befinden sich in Staffelstellung (engl. en echelon), zeigen gleichzeitig Übertritte und bilden mit der Hauptverschiebungszone (Hauptscherbruch) einen spitzen Winkel α, der etwa dem halben inneren Reibungswinkel (φ/2) des Gesteins entspricht, gewöhnlich um 15°. Ihre Staffelungstellung konnte erstmals im Jahr 1937 von Hvorslev konstatiert werden. Morgenstern und Tchalenko (1967a) bemerkten, dass diese Strukturen in sämtlichen Skalenbereichen bis hin zum Mikroskop vorherrschen.
Der R-Typus (auch als R1 bezeichnet) ist synthetisch, d. h. er zeigt denselben Schersinn wie die Hauptverschiebungszone. Aus der jeweiligen Orientierung von R kann auf die Verschiebungsrichtung (rechtshändig oder dextral bzw. linkshändig oder sinistral) und den relativen Bewegungssinn der beiden Schollen geschlossen werden. Die induzierte  Bewegung verläuft in Richtung des spitzen Winkels α, welchen R mit der Schollengrenze bildet (siehe nebenstehendes Diagramm). Die Sekundärbewegungen entlang R entsprechen hierbei dem Bewegungssinn der Hauptbewegung.
Konjugierte Riedel-Scherflächen R′ (auch anthithetische Riedel-Scherflächen und als R2 bezeichnet) sind bei gegensinniger, antithetischer Bewegung unter einem Winkel von 90° - φ/2 bzw. 75° zur Hauptverschiebungszone geneigt. Die beiden konjugierten Scherflächen R und R' können als konjugierte Verwerfungen angesehen werden, welche einen Winkel von 30° mit der kurzen Achse der instantanen Spannungssellipse (engl. strain ellipse) bilden. Der von R und R' eingeschlossene Winkel ist β und entspricht im angeführten Standardfall 60°. Dieser Wert ist aber nicht konstant, sondern kann sich bei fortschreitender Deformation erhöhen (von 60° auf 85°, ja bis auf 100° und mehr), da dichtere Riedel-Netzwerke sich herausbilden und die Bänderabstände s der jeweiligen R- und R'-Flächen sich verringern. Umgekehrt kommt es zu einer Verringerung des Winkels β, wenn jüngere, dichter gestaffelte R-Scherflächen ältere überlagern.
Die Riedel-Scherflächen des Typus P (auch sekundäre rynthtische Riedel-Scherflächen) sind mehr oder weniger spiegelbildlich zu den R-Flächen angeordnet und bilden den Winkel λ mit der Hauptverschiebungszone. Sie entstehen meist erst im späteren Entwicklungsstadium der Scherzone, in welchem eine vollkommene Verknüpfung der einzelnen Teilflächen zu einem durchgehenden Verwerfungssystem stattfindet. Sie besitzen denselben Schersinn wie die R-Flächen. Da P-Flächen senkrecht zur Haupteinengungsrichtung angeordnet sind, bilden sie auch kleine Faltenscharniere und Überschiebungen.
Scherflächen des Typus Y (engl. principal displacement shears oder PDS) fungieren als Randstörungen der spröden Verwerfungszone, zu welcher sie parallel verlaufen.
Darüber hinaus treten noch T-Brüche auf, welche in einem Winkel δ von 45° zur Hauptverschiebungszone angeordnet sind. Hierbei handelt es sich entweder um reine, unter Dehnung entstandene Abschiebungen (Minigräben) oder um Zug- oder Fiederspalten, die auch als mineralisierte Adern oder Gänge in Erscheinung treten. Aber auch der Winkel δ muss nicht konstant bleiben und kann größer als 45° werden, wenn die Scherzone unter den Einfluss von reiner Scherung (Transpression) gerät und an Volumen verliert.
All diese für den Idealfall einer reinen Scherung beschriebenen Strukturen erfahren jedoch eine Abänderung ihrer Orientationen unter natürlichen Verhältnissen. Unter Einengung (Transpression – Volumenverlust) rotieren die Strukturelemente im Uhrzeigersinn, unter Dehnung (Transtension – Volumenzunahme) jedoch gegen den Uhrzeigersinn.

## Entwicklung der Scherflächen

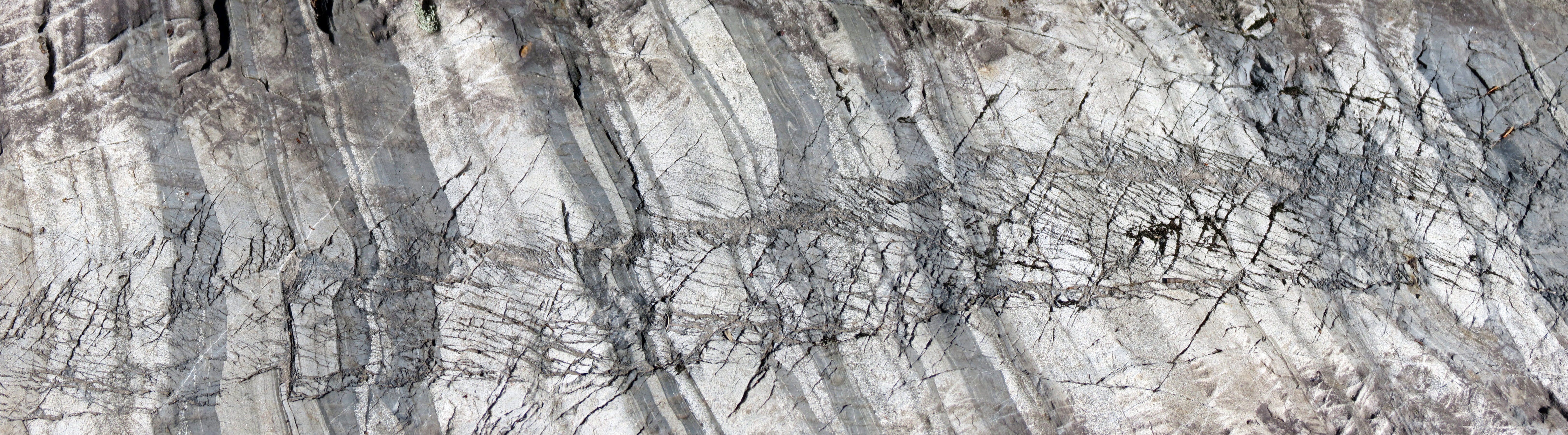
Verkieselte Scherzone in der neoarchaischen Lake Vermillion Formation von Peyla in Minnesota. Die Scherzone ist rechtshändig (oder rechtstretend) und zeigt R- und P-Flächen

Die Entwicklung der einzelnen Scherflächen-Typen ist nicht vollkommen geklärt. Bevorzugt wird das synthetische Modell, bei dem die flachwinkeligen R- und P-Flächen vor den steilstehenden R'-Flächen entstehen. Die Y-Flächen bilden sich ganz zum Schluss. Wichtig ist, dass die Bewegung innerhalb einer Riedel-Scherzone immer simultan an sämtlichen Flächenscharen weitergeht. 
Allgemein anerkannt ist, dass sich flach geneigte R-Flächen zuerst bilden. In unter Dehnung stehenden Scherzonen können aber auch P-Flächen die erste Stelle einnehmen. Manchmal erscheinen R- und P-Flächen gleichzeitig, gewöhnlich sind P-Flächen jedoch eine spätere Erscheinung und bewerkstelligen eine Verknüpfung mit den R-Flächen.
Die verschiedenen Verformungsexperimente zeigen alle einen nahezu identischen Verlauf. Nach Durchlaufen des maximalen Scherwiderstands τ (engl. peak shear strength in Kilogramm/Quadratzentimeter) initiieren die R und R'-Flächen. Die Verformung wird ab jetzt von den sich entwickelnden Scherflächen aufgenommen. Der Scherwiderstand fällt dann ab, um schließlich einen residuellen Wert anzunehmen (engl. residual shear strength). Der ursprüngliche Winkel von rund 15° verflacht zusehends (bis auf nur noch 4°) und P-Flächen (mit einem nahezu spiegelbildlichen Winkel von - 10°) entwickeln sich. Noch vor Erreichen des Residualwiderstands erscheinen die horizontalen Y-Flächen. Ab dem Residualwiderstand konzentrieren sich sämtliche Bewegungen auf eine zentrale Y-Fläche.
Im antithetischen Modell bilden sich zuerst steilstehende R'-Flächen. Dieser Fall tritt in den Experimenten bei Tonen mit wesentlich geringerem Wassergehalt auf, er kann aber auch an natürlichen Beispielen beobachtet werden und ist wahrscheinlich auch auf unter Dehnung (Transtension) stehende Scherzonen zurückzuführen.

## Ursachen und Vorkommen
Auslöser von Seitenverschiebungen und damit von Riedel-Scherflächen sind Erdbeben, Brüche im Grundgebirge und generelle Scherbewegungen im kontinentalen Plattenbereich. Untersuchungen im Mittel- und Mikrobereich sowie Laborexperimente konnten Riedelstrukturen verschiedener Größenordnungen in sehr unterschiedlichen Gesteinstypen und geologischen Zusammenhängen nachweisen.
Generell kommen Riedel-Scherflächen in zusammenhanglosen Bruchgesteinen (wie z. B. Störungsletten und Kataklasite) des spröden Bereichs vor. Sie können aber auch in kohäsiven Bruchgesteinen angetroffen werden.

### Geologische Vorkommen
Riedel-Scherflächen sind bekannt in porösen Sandsteinen wie beispielsweise dem Navajo-Sandstein, in Kalken wie dem Adneter Marmor und in Dolomiten der Partnach-Formation. Auch in Tonen (wie beispielsweise Kaolin), in generell tonhaltigen Gesteinen und in bindigen Böden sind sie zu beobachten. Sie sind aber nicht nur auf Sedimente beschränkt, sondern treten auch in granitischen Gesteinen auf (granitischer Orthogneis des neoarchaischen Cundimurra Plutons im Yilgarn-Kraton von Western Australia).

## Bedeutung
Riedel-Scherflächen sind sehr nützliche Anzeiger des Schersinns. Allein die Orientierung der R-Flächen reicht hier bereits vollständig aus. Weitere Indikatoren sind das Umbiegen einer noch vorhandenen Foliation an R- oder Y-Flächen oder die Ablenkung von älteren Scherflächen durch jüngere, so beispielsweise das Umbiegen von P-Flächen an R-Flächen oder von Y-Flächen an R-Flächen. Die Ablenkung von R-Flächen in der Nähe von Y-Flächen kann hier nicht herangezogen werden, da sie durch einen Gradienten im Spannungsfeld verursacht wird und nicht durch tatsächliche Scherbewegungen, d. h. es verringert sich der spitze Winkel α bei Annäherung an die Y-Fläche.